# U-378
| U-378                      | U-378                                                          | U-378                                                          |
| -------------------------- | -------------------------------------------------------------- | -------------------------------------------------------------- |
|                            |                                                                |                                                                |
|                            |                                                                |                                                                |
|                            |                                                                |                                                                |
| Під прапором               | Третій рейх                                                    | Третій рейх                                                    |
| Спуск на воду              | 13 вересня 1941 року                                           | 13 вересня 1941 року                                           |
| Виведений зі складу флоту  | 20 жовтня 1943 року                                            | 20 жовтня 1943 року                                            |
| Сучасний статус            | затоплений                                                     | затоплений                                                     |
| Проєкт                     |                                                                |                                                                |
| Тип ПЧ                     | Торпедний ДПЧ                                                  | Торпедний ДПЧ                                                  |
| Основні характеристики     |                                                                |                                                                |
| Швидкість (надводна)       | 17,7 вузлів                                                    | 17,7 вузлів                                                    |
| Швидкість (підводна)       | 7,6 вузлів                                                     | 7,6 вузлів                                                     |
| Робоча глибина занурення   | 100 м                                                          | 100 м                                                          |
| Гранична глибина занурення | 220 м                                                          | 220 м                                                          |
| Екіпаж                     | 44 осіб                                                        | 44 осіб                                                        |
| Розміри                    |                                                                |                                                                |
| Довжина найбільша (по КВЛ) | 67,1 м                                                         | 67,1 м                                                         |
| Ширина корпусу найб.       | 6,2 м                                                          | 6,2 м                                                          |
| Висота                     | 9,6 м                                                          | 9,6 м                                                          |
| Середня осадка (по КВЛ)    | 4,70 м                                                         | 4,70 м                                                         |
| Водотоннажність надводна   | 769 т                                                          | 769 т                                                          |
| Озброєння                  |                                                                |                                                                |
| Артилерія                  | одна палубна гармата калібру 88-мм, одна 20-мм зенітна гармата | одна палубна гармата калібру 88-мм, одна 20-мм зенітна гармата |
| Торпедно- мінне озброєння  | 4 носових і один кормовий ТА. 14 торпед або 26 мін             | 4 носових і один кормовий ТА. 14 торпед або 26 мін             |

U-378 — німецький підводний човен типу VIIC, часів Другої світової війни.
Замовлення на будівництво човна було віддане 16 жовтня 1939 року. Човен був закладений на верфі суднобудівної компанії «Howaldtswerke AG» у Кілі 3 травня 1940 року під заводським номером 9, спущений на воду 13 вересня 1941 року, 30 жовтня 1941 року увійшов до складу 8-ї флотилії. Також за час служби входив до складу 3-ї та 11-ї флотилій.
Човен зробив 8 бойових походів, в яких потопив 1 (водотоннажність 1 920 т) військовий корабель.
20 жовтня 1943 року потоплений у Північній Атлантиці північніше Азорських островів (47°40′ пн. ш. 28°27′ зх. д. / 47.667° пн. ш. 28.450° зх. д.) торпедою і глибинними бомбами британських бомбардувальників «Вайлдкет» і «Евенджер» з ескортного авіаносця ВМС США «Кор». Всі 48 членів екіпажу загинули.

## Командири
- Капітан-лейтенант Альфред Гошатт (30 жовтня 1941 — 11 жовтня 1942)
- Оберлейтенант-цур-зее Петер Шреве (18 липня — 10 вересня 1942)
- Капітан-лейтенант Ганс-Юрген Цече (10 вересня — 11 жовтня 1942) — виконувач обов'язків.
- Капітан-лейтенант Еріх Медер (12 жовтня 1942— 20 жовтня 1943)

## Потоплені та пошкоджені кораблі[3]
| Назва   | Тип      | Належність | Дата          | Тоннаж (БРТ) | Вантаж | Статус     | Місце                                                       |
| «Оркан» | есмінець | Польща     | 8 жовтня 1943 | 1 920        |        | потоплений | 53°30′ пн. ш. 26°26′ зх. д. / 53.500° пн. ш. 26.433° зх. д. |